# Josephine Assmus
Josephine Talena Assmus (* 1990 in Lüneburg) ist eine deutsche Politikerin (Bündnis 90/Die Grünen). Sie ist seit 2024 Landesvorsitzende von Bündnis 90/Die Grünen Bremen.

## Leben
Assmus studierte ab 2011 European Studies an der Otto-von-Guericke-Universität Magdeburg. Im Zuge dessen absolvierte sie ein akademisches Jahr an der Universität Warschau. Sie schloss das Studium 2015 mit dem Bachelor of Arts ab. Anschließend studierte sie Russian, Central and East European Studies sowie European Studies an der University of Glasgow und der Jagiellonen-Universität in Krakau. Sie schloss das Studium 2017 mit dem Master of Arts ab. 2017 war sie als Projektassistentin bei der Denkfabrik Progressives Zentrum tätig. Von 2018 bis 2019 war sie als Projektkoordinatorin der Heinrich-Böll-Stiftung Baden-Württemberg in Stuttgart tätig. Seit 2019 ist sie als wissenschaftliche Mitarbeiterin des Instituts für Interkulturelle und Internationale Studien der Universität Bremen tätig.
Assmus wurde am 9. November 2024 zur Co-Vorsitzenden der Grünen in Bremen gewählt. Sie führt den Landesverband gemeinsam mit Franziska Tell.
Bei der Bundestagswahl 2025 kandidierte Assmus auf Platz 4 der Landesliste der Bremer Grünen, verfehlte jedoch den Einzug in den Bundestag.
Assmus spricht neben Deutsch auch Englisch, Polnisch, Spanisch und Französisch.